# Surinam Airways
Surinam Airways é a companhia aérea nacional do Suriname. Ela explora voos regionais e de longa distância de serviços regulares de transporte de passageiros. O seu hub é o Aeroporto Internacional Johan Adolf Pengel.

## História
A companhia foi estabelecida em 1955 para ligar cidades na então conhecida como Guiana Neerlandesa ou Suriname. O serviço inicial entre Paramaribo e Moengo logo foi ampliada para outros destinos, antes da criação oficial da Surinaamse Luchtvaart Maatschappij (SLM) em 30 de agosto 1962. A companhia aérea passou a ser a transportadora nacional após a independência do Suriname dos Países Baixos em 25 de novembro 1975. É integralmente detida pelo governo surinamense.

## Incidentes e acidentes
- Em 1989, o voo Surinam Airways 764 voou muito baixo e caiu. O desastre continua a ser o pior desastre aéreo da história do Suriname, com 176 mortes.

## Frota

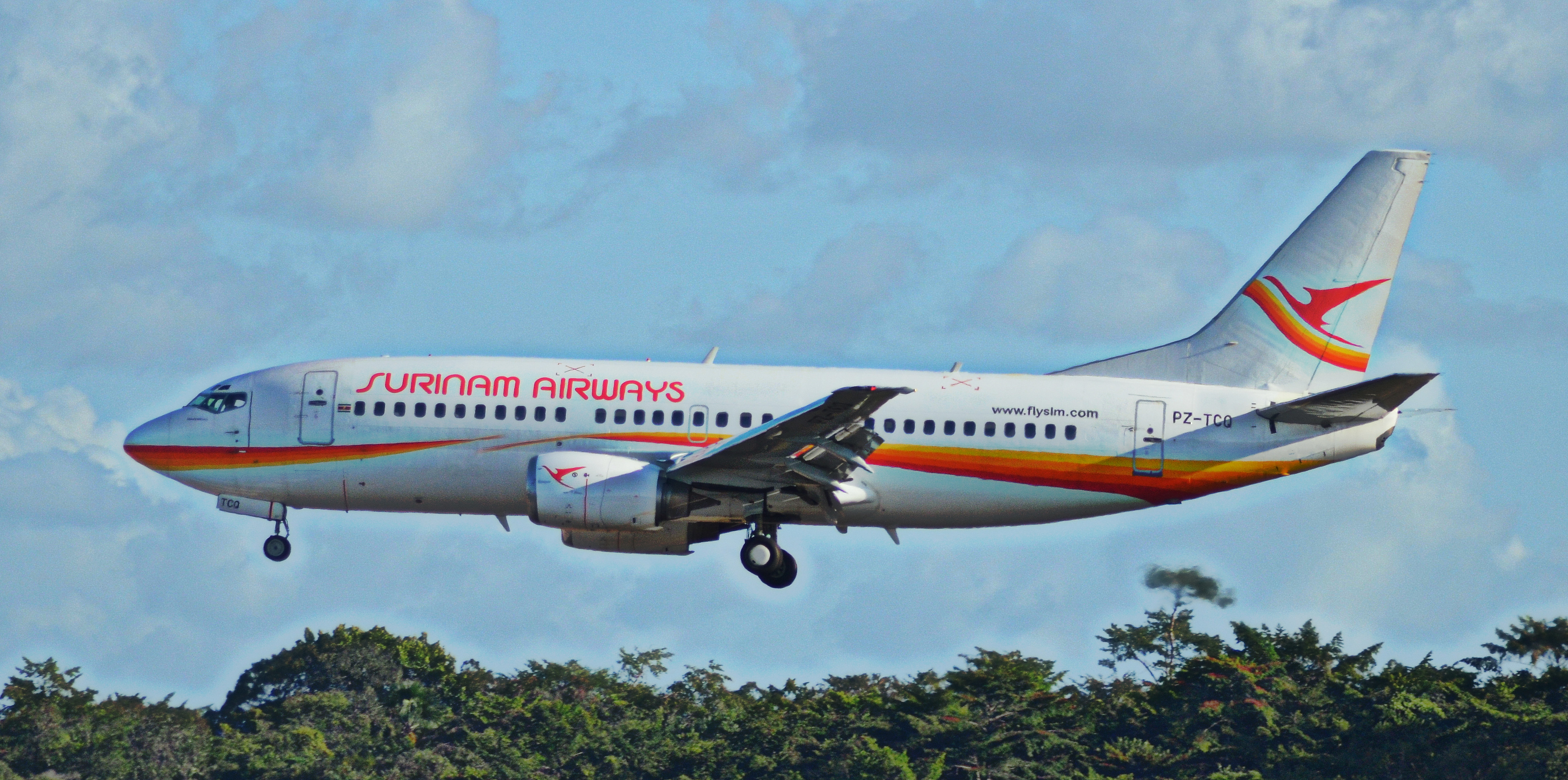
Boeing 737-300 da Surinam Airways.

O Surinam Airways frota inclui as seguintes aeronaves em 2025: 
| Aeronave       | Total | Pedidos | Passageiros | Prefixos |
| -------------- | ----- | ------- | ----------- | -------- |
| Boeing 737-800 | 1     | 0       | 150         | PZ-TCV   |
| Boeing 737-800 | 1     | 0       | 162         | PZ-TCX   |
| Total          | 2     | 0       |             |          |

### Anteriormente operado
Surinam Airways também operava as seguintes aeronaves:
- Airbus A340-300

- Boeing 737-2L9/Adv
- Boeing 747-400
- Cessna 206
- Bombardier Dash 8 300
- De Havilland Canada Dash6-300 Twin Otter
- Douglas DC-8-55
- Douglas DC-8-63
- Douglas DC-9-51
- McDonnell Douglas MD-87